# Kanton Saint-Varent
Kanton Saint-Varent (fr. Canton de Saint-Varent) je francouzský kanton v departementu Deux-Sèvres v regionu Poitou-Charentes. Skládá se z devíti obcí.

## Obce kantonu
- La Chapelle-Gaudin
- Coulonges-Thouarsais
- Geay
- Glénay
- Luché-Thouarsais
- Luzay
- Pierrefitte
- Sainte-Gemme
- Saint-Varent